# Memnoniella echinata
Memnoniella echinata är en svampart som först beskrevs av Rivolta, och fick sitt nu gällande namn av Galloway 1933. Memnoniella echinata ingår i släktet Memnoniella, ordningen köttkärnsvampar, klassen Sordariomycetes, divisionen sporsäcksvampar och riket svampar.   Inga underarter finns listade i Catalogue of Life.